# 密線刺尾魚
密線刺尾魚，為輻鰭魚綱鱸形目刺尾魚亞目刺尾魚科的其中一個種，於1929年首次被美國魚類學家Henry Weed Fowler和Barton Appler Bean正式描述為Hepatus nubilus，其模式產地為蘇拉威西島托米尼灣的多德波島。

## 分布
本魚分布於印度洋－西太平洋區，包括印尼、菲律賓、新喀里多尼亞、關島、馬里亞納群島、威克島、法屬波里尼西亞等海域。

## 深度
水深1－90公尺。

## 特徵
本魚體呈橢圓形而側扁。頭背部輪廓不特別凸出。口小，端位，上下頜各具一列扁平齒，齒固定不可動，齒緣具缺刻。魚體為藍灰色，在頭部與前面的身體有很多的靠攏在一起小的黃褐色或深褐色的斑點，這些斑點在身體後方逐漸變成細線。背鰭硬棘6－7枚、背鰭軟條25－27枚、臀鰭硬棘3枚、臀鰭軟條23－24枚。尾柄上有硬毒棘，易傷人，體長可達26公分。

## 生態
本魚棲息在水流強勁的獨立礁石壁，單獨或成小群活動，屬雜食性，以藻類及浮游動物為食。

## 經濟利用
可做為觀賞魚。